# Nicolas Heurtaut
Nicolas Heurtaut  est un maître menuisier en sièges du XVIIIe siècle, né en 1720 et décédé le 21 mai 1771.

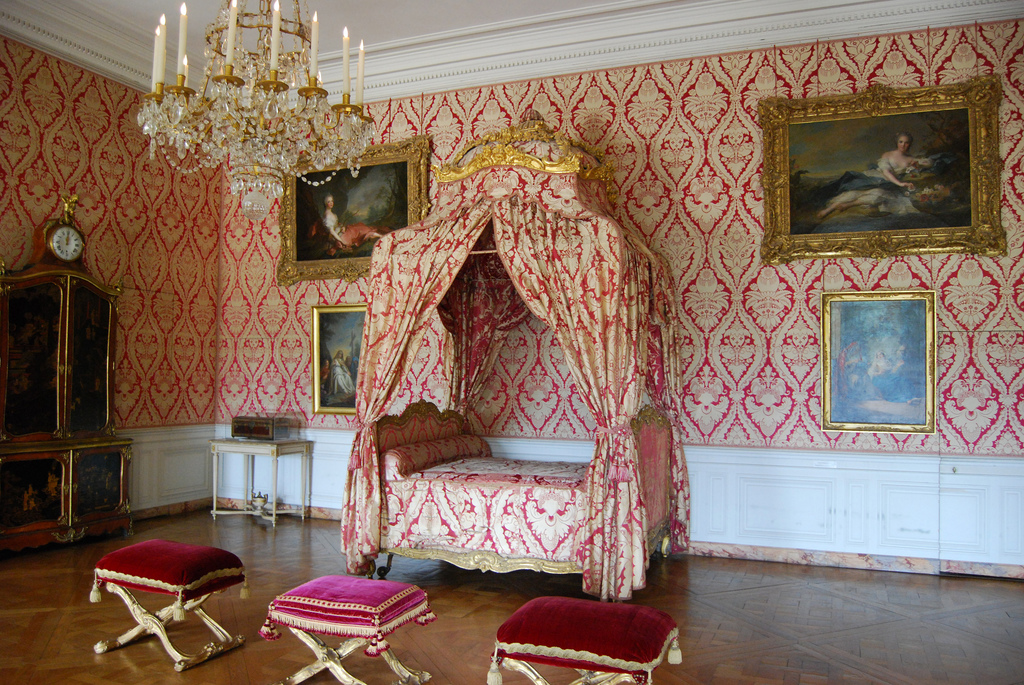
Lit à la polonaise
réalisé par Nicolas Heurtaut (XVIIIe siècle)
(Versailles, Musée national du Château et des Trianons)

## Biographie
Nicolas Heurtaut se forme dans l’atelier de son père. Il devient maître sculpteur en 1742 puis maître menuisier en sièges en 1753.
Il est probable qu'il travailla pour Jean Avisse, maître menuisier en sièges, en tant que sculpteur.

## Sa cote
Un fauteuil estampillé de 1755 a été vendu pour 1 352 000 € en décembre 2004 (record mondial pour un siège du XVIIIe siècle).

## Musée
- Dans le domaine de Villarceaux, à Chaussy, le château neuf, édifié par le marquis de la Buissière au XVIIIe siècle, recèle de très belles pièces et notamment une console de l'ébéniste Nicolas Heurtaut.
- The Frick Collection : fauteuils et canapés datant approximativement de 1760, recouverts de tapisserie de Beauvais (laine et soie), acquis en 1918.
- Cleveland Museum of Art : chaise de 1755 (104,7 × 73 × 79,35 cm), léguée par Mrs. Severance A. Millikin en 1989.
- Musée du Louvre : fauteuils en hêtre doré (datant de 1755/1759) provenant de la collection Martial-Louis de Beaupoil de Saint-Aulaire (évêque de Poitiers en 1759), et achetés par le musée en 1975.
- Château de Versailles :
  - fauteuil à la Reine et à châssis de 1758 dans le Grand Cabinet de la Dauphine ; don Ortiz-Patino 1982
  - lit à la polonaise de la chambre de la Dauphine